# Schneidkopf (Bergbau)

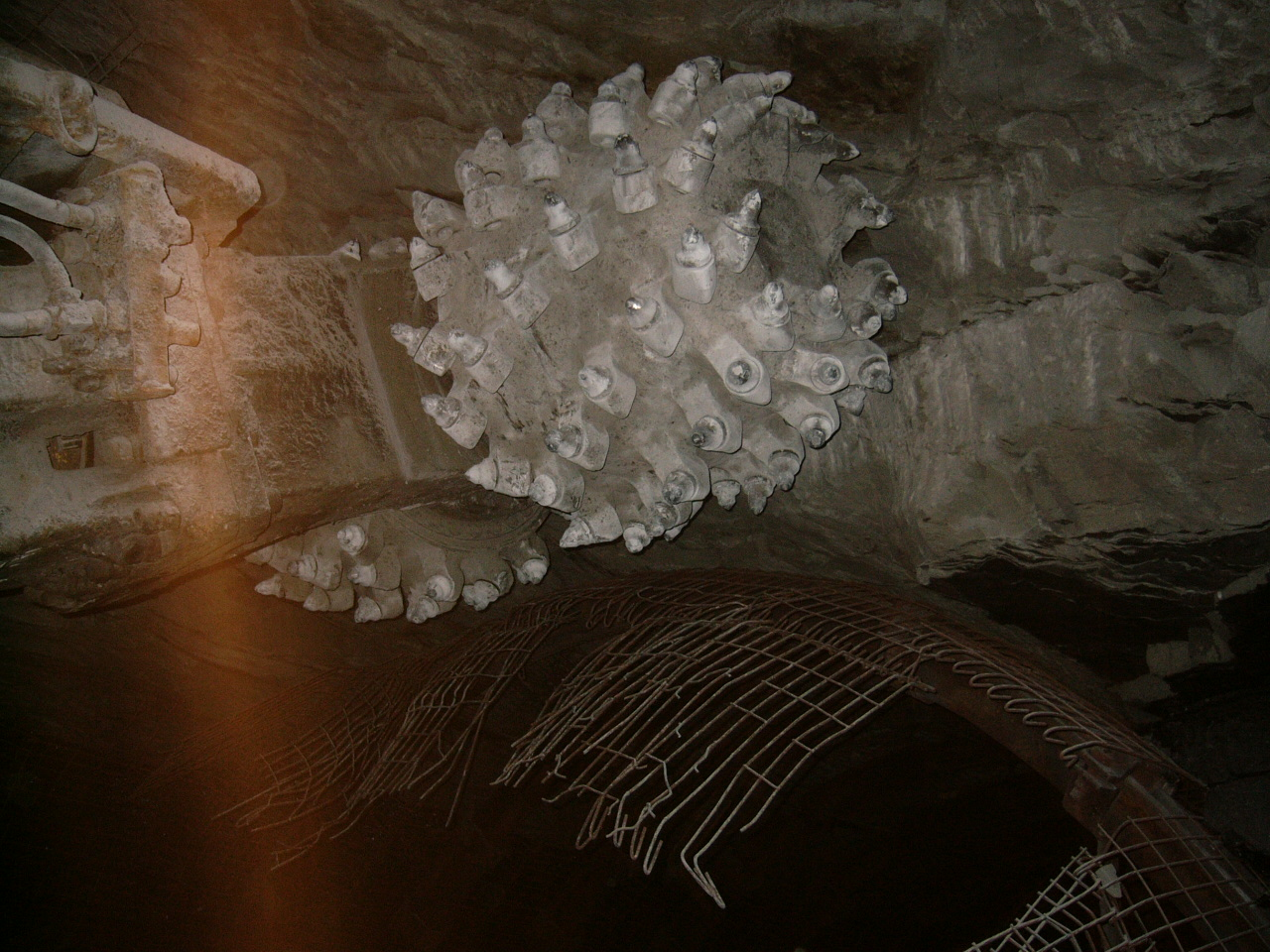
Querschneidköpfe an einer TSM

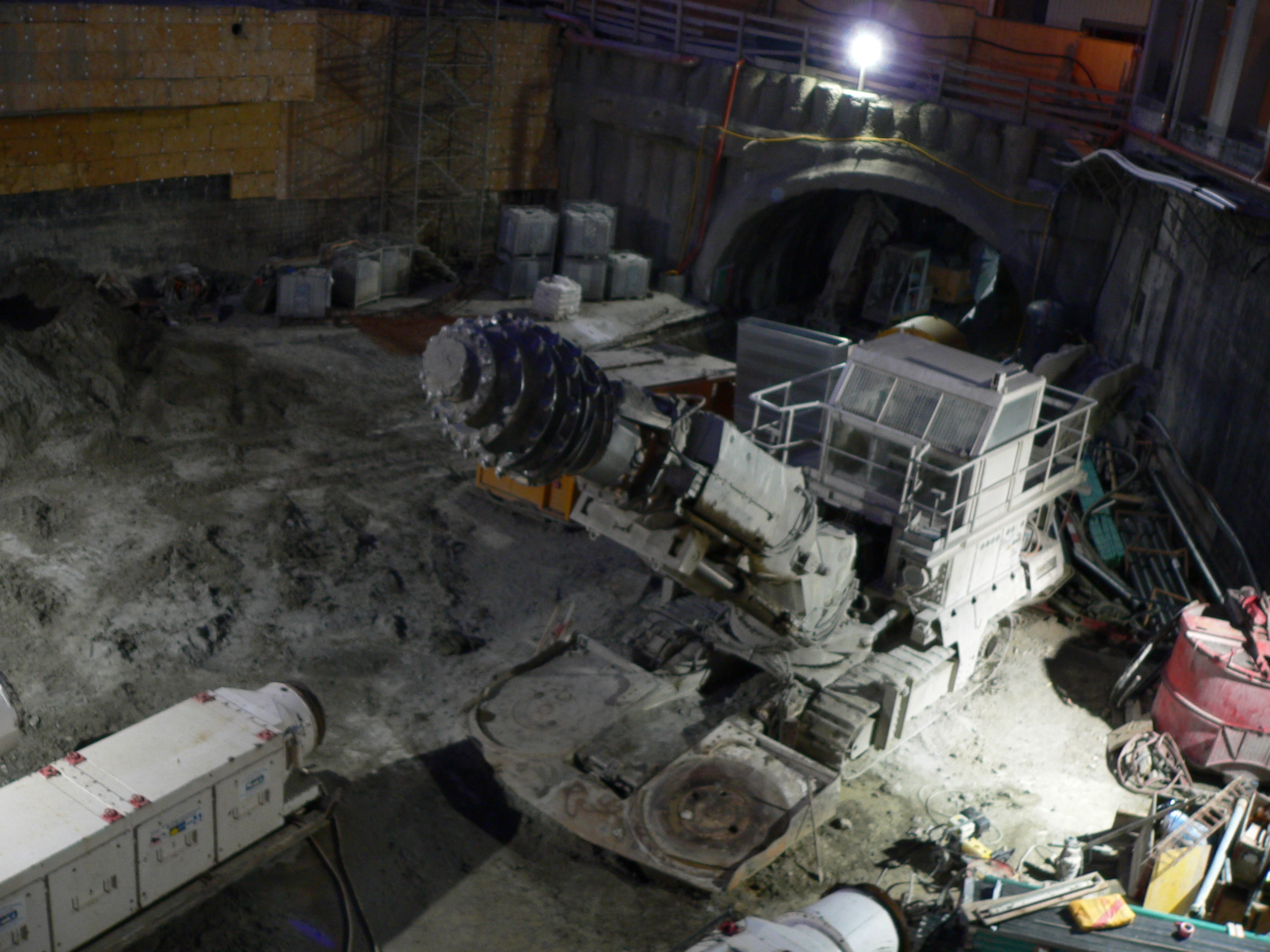
Längsschneidkopf vorne an einer TSM

Als Schneidkopf oder Fräskopf bezeichnet man ein Gewinnungswerkzeug, mit dem bei der mechanischen Streckenauffahrung die Ortsbrust bearbeitet wird. Um die Schneidarbeit durchführen zu können, werden die Schneidköpfe mit Schneidmeißeln bestückt. Schneidköpfe werden an Umfangfräsen wie Teilschnittmaschinen oder Continuous Minern eingesetzt. Außerdem kommen sie an der Bohreinheit von Schachtabsenkanlagen zum Einsatz.

## Aufbau

### Schneidköpfe
Es gibt zwei Typen von Schneidköpfen, Querschneidköpfe und Längsschneidköpfe. Querschneidköpfe haben eine walzenförmige Geometrie. Die Schneidköpfe sind seitlich so am Ausleger der Maschine angebracht, dass sie sich axial quer zur Vortriebsrichtung drehen. Längsschneidköpfe sind am oberen Ende des Auslegers vor Kopf montiert und bewegen sich radial um den Ausleger. Die Drehachse liegt bei Längsschneidköpfen orthogonal zur Schwenkrichtung. Beim Einsatz von Längsschneidköpfen wirken hohe Torsionskräfte auf das Trägergerät, was wiederum durch ein hohes Maschinengewicht kompensiert werden muss. An den Schneidköpfen sind in einem bestimmten Abstand Meißeltaschen angeschweißt. Diese Meißeltaschen dienen zur Aufnahme der Schneidmeißel. Die Meißeltaschen sind so aufgebaut, dass sich die Meißel in der Meißeltasche drehen können. Die Meißeltaschen sind so an den Schneidkopf angeschweißt, dass die Schneidmeißel in einem bestimmten Winkel gehalten werden. Bei Querschneidköpfen lässt sich durch eine entsprechende Einstellung des Anstellwinkels zur Rotationsachse der Verschleiß der Meißelspitzen minimieren. Zur Kühlung der Meißelspitzen und zur Staubbekämpfung werden die Schneidköpfe mit einer Innenbedüsung ausgestattet. Hierbei wird mittels einer Wasserpumpe Wasser durch Kanäle, die sich in den Meißeln befinden, gepumpt.

### Meißeltypen
Es gibt verschiedene Meißeltypen, die auf die jeweilige Gesteinsart abgestimmt sein müssen. Bei Teilschnittmaschinen kommen Flachmeißel oder Rundmeißel zur Anwendung. Continuous Miner werden in der Regel mit Spitzmeißeln oder mit Kegelstumpfmeißeln bestückt. Sämtliche Meißel sind mit einer Hartmetallspitze bestückt. Flach und Rundmeißel werden für Gestein mit geringer Festigkeit eingesetzt. Spitzmeißel haben einen zylindrischen Meißelschaft und ein konische Meißelspitze. Kegelstumpfmeißel haben einen ähnlichen Schaft wie Spitzmeißel, allerdings hat die Meißelspitze eine kreisförmige, konkave Fläche. Sie haben eine höhere Standzeit als Spitzmeißel. Des Weiteren hat die Größe der Meißel einen direkten Einfluss auf die Entstehung der Feinstaubkonzentration vor Ort.

## Arbeitsweise
Durch die konzentrische Bewegung des Schneidkopfes werden Rillen in das Gestein geschnitten und die stehenbleibenden Gesteinsrippen werden anschließend durch sogenannte Verdränger weggebrochen. Bei Querschneidköpfen werden aufgrund der walzenförmigen Geometrie der Schneidköpfe beim Schneiden des Gesteins Stufen in die Stöße geschnitten. Damit diese Stufen wieder beseitigt werden können, muss die Maschine verfahren werden. Das Haufwerk vor der Maschine wird durch die Rotation der Schneidköpfe auf den Ladetisch befördert. Längsschneidköpfe haben eine konische Form mit spiralförmig angeordneten Schneidmeißeln. Mit Längsschneidköpfen kann im Bereich der Firste und der Stöße ein ebenes Schnittprofil erstellt werden. Längsschneidköpfe schleudern das herausgelöste Gestein nicht direkt auf den Ladetisch der Maschine, sondern auf die Sohle.

## Werkzeugverschleiß
Je nach Belastung kommt es zu einer entsprechenden Abnutzung der Schneidköpfe und hierbei insbesondere der Meißel. Der Abnutzungsgrad der Meißel ist abhängig von der Abrasivität des zu schneidenden Gesteins, der Festigkeit des Meißelmaterials, der Qualität der Werkstoffe und der Einsatzdauer der Werkzeuge. Bei bestimmten Gesteinssorten, z. B. Ton oder Schluff, kommt es in Verbindung mit Wasser dazu, dass der Schneidkopf mit der Gesteinsmasse verklebt. Dadurch können sich die Meißel nicht mehr in der Meißeltasche drehen und werden einseitig abgenutzt. Dies führt zu einseitigem Verschleiß und dadurch zu vorzeitigem Ausfall der Meißel. Entsprechend der jeweiligen Belastung kommt es zum Abrasivverschleiß, zum Verschleiß durch Sprödbruch oder zum thermischen Verschleiß. Der Abrasivverschleiß entsteht aufgrund der gleitenden Kontakte zwischen Gesteinsoberfläche und Werkzeug. Dadurch kommt es zu einem kontinuierlichen Materialabtrag. Sprödbrüche entstehen durch hohe Spannungen bei schlagender Belastung. Thermischer Verschleiß entsteht durch hohe Temperaturen. Außerdem gibt es auch Verschleißformen infolge von Kontakten zwischen Werkzeugoberfläche und Zwischenstoffen wie Spülmedien in Kombination mit mitgeführten Stoffen.

## Explosionsschutz und Staubbekämpfung
Im Untertagebereich kann es durch ausströmendes Grubengas im Zusammenhang mit Funkenbildung beim Schneidvorgang zu einer Entzündung des Grubengases und zu weiteren Folgen wie einer Schlagwetterexplosion kommen. Damit entstehende Methanausgasungen verdünnt werden, müssen zusätzliche Bewetterungsmaßnahmen im Bereich der Schneidköpfe erfolgen. Dies kann mittels Zusatzluftdüsen, Luft-/Wasserbedüsung und Jetblöcken erreicht werden. Im Bereich der Ortsbrust muss der Methangehalt der Wetter erfasst und ausgewertet werden. Werden bestimmte Grenzwerte überschritten, dürfen die Schneidköpfe nicht weiter betrieben werden. Zur Kühlung der Schneidköpfe müssen entsprechende Bedüsungsanlagen eingesetzt werden. Des Weiteren erreicht man mit der Bedüsung des Schneidkopfes eine Reduzierung der Staubentwicklung.